# Ludwig Arndts von Arnesberg
Ludwig Arndts von Arnesberg (Arnsberg, 19 agosto 1803 – Vienna, 1º marzo 1878) è stato un giurista tedesco esponente della pandettistica.
All'inizio della sua carriera accademica venne prima nominato professore di giurisprudenza all'università di Bonn, poi ricoprì lo stesso incarico a Breslavia, a Monaco e infine, nel 1855, a Vienna, dove rimase fino alla morte. Nel 1848 fu membro dell'Assemblea nazionale a Francoforte, dove sostenne fermamente il diritto dell'Austria di entrare nella Confederazione tedesca. Nel 1860 sposò la compositrice e scrittrice Maria Vespermann Gorres. Nel 1871 fu nominato cavaliere dall'imperatore d'Austria Francesco Giuseppe I.
Si occupò soprattutto di diritto romano e diritto dell'età moderna. Tra le sue opere spicca un diffusissimo Lehrbuch d. Pandekten e una monografia riguardante le successioni.